# アルマグロ (ブエノスアイレス)
アルマグロ (Almagro) は、アルゼンチンの首都ブエノスアイレス特別区の中央部にある地区（バリオ）である。南側のボエド地区とともにコムーナ5を構成しており、センテナリオ公園に対面するディアス・ベレス通りに地区の役所がある。2001年の人口は138,942人である。
中流階級の住民が多い地区である。西端はラプラタ通りとリオデジャネイロ通りであり、南端はインデペンデンシア通りであり、東端はサンチェス・デ・ブスタマンテ通りとサンチェス・デ・ロリア通りとガージョ通りであり、北端はコルドバ/エスタード・デ・イスラエル通りである。通りに沿って商業活動が盛んであり、鉄道路線に沿って多くの高層ビルが立ち並んでいるために高い人口密度を有している。

## 歴史

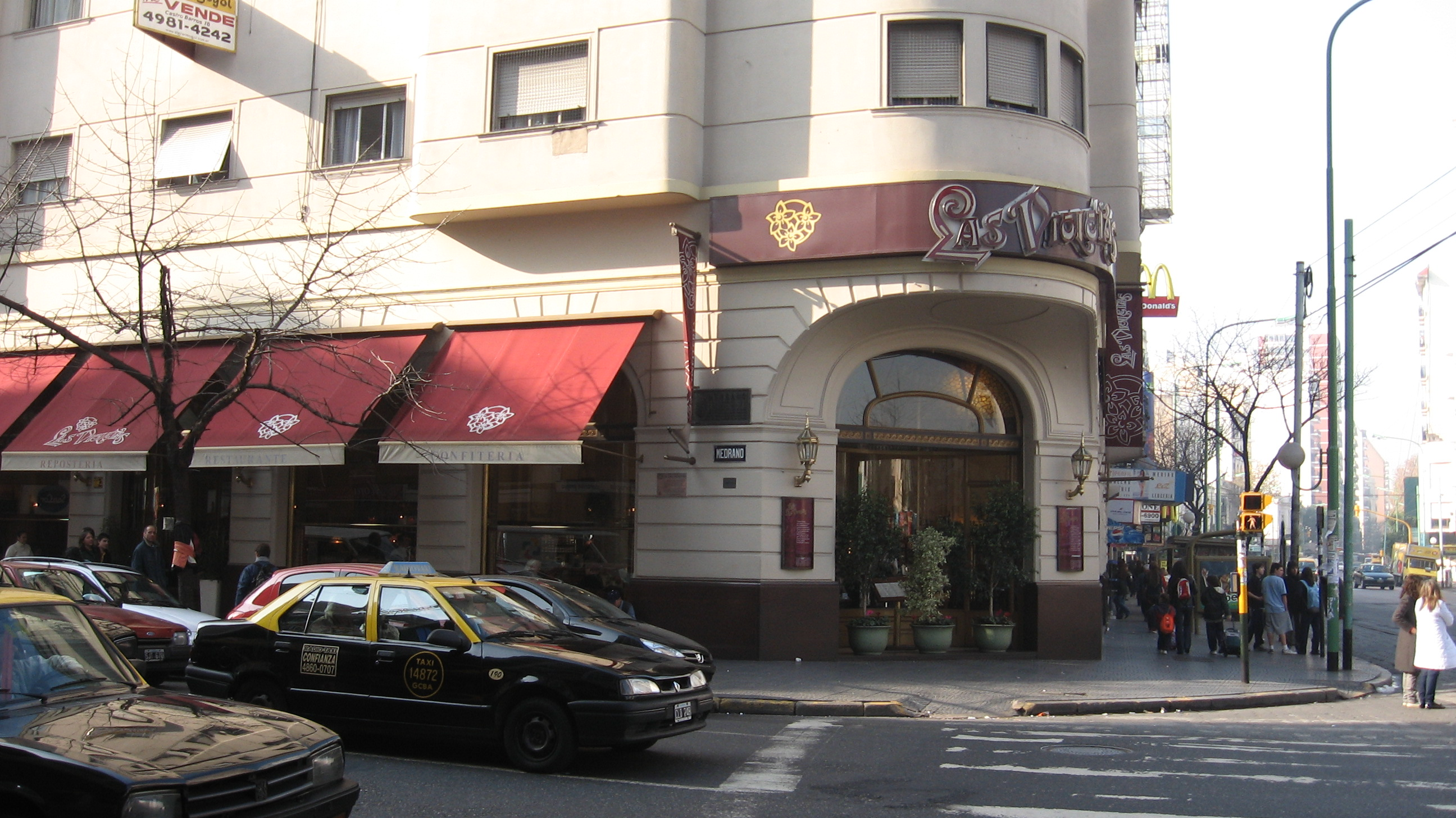
カフェ「ラス・ビオレタス」

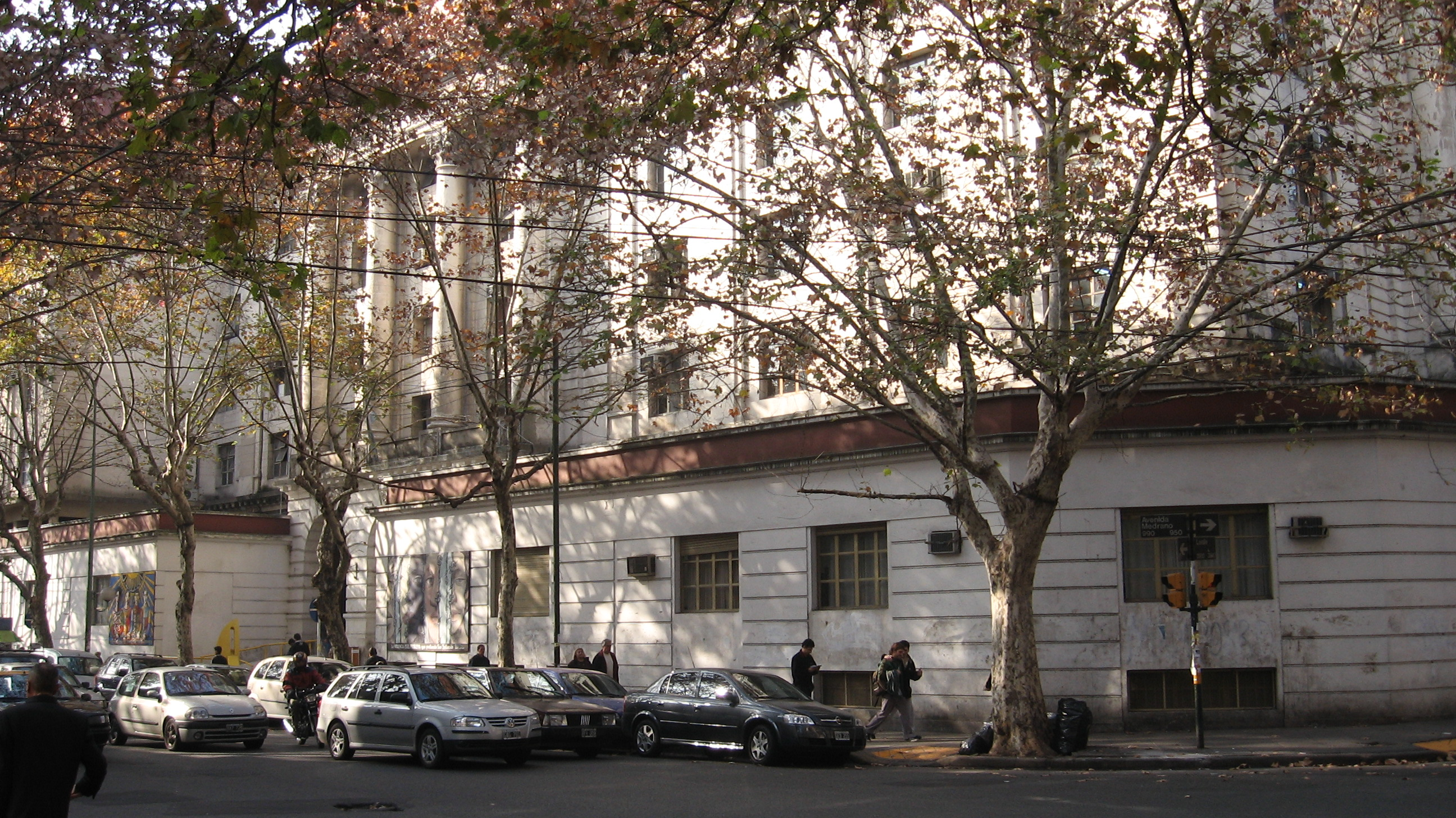
アルゼンチン国立工科大学のメインキャンパス

18世紀、現在のアルマグロ地区西部はポルトガル人商人のカルロス・デ・ロス・サントス・バレンテに所有されており、東部と北部はスペイン人弁護士のフアン・マリア・デ・アルマグロ・イ・デ・ラ・トーレが所有していた。アルゼンチンの革命政府はアルマグロの土地を没収したものの、1820年には彼に返還した。サントス・バレンテとアルマグロは農業施設を経営し、都市開発の類は支持しなかった。
19世紀の間、地区の大部分は酪農場やレンガ工場で占められていた。アルマグロ地区とカバジート地区はブエノスアイレス連邦区とフローレス市（現在のフローレス地区）の中間に位置していたが、1880年、アルマグロ地区は正式に連邦区に編入された。
1900年頃にはアルマグロ地区独自の文化が生まれ始めた。1878年にはサン・カルロス教区教会が設立され、路面電車が導入され、大規模な移民の流入が行なわれた。アルマグロ地区の移民の大半はバスク人やイタリア人である。急速な都市化は「移民ホテル」(conventillos) のような状態を招いたが、移民の地域文化への同化は速く、アルマグロは多くの有名なタンゴ曲発祥の地となった。アバスト地区の市場にも近いため、歌手のカルロス・ガルデルは頻繁に市場を訪れ、1930年には「アルマグロ」というタンゴ曲を録音した。

### 施設
ガルデルはセフェリーノ・ヌマンクーラとアルトゥーロ・イジア（第34代大統領）が設立したピオIX学校に学び、マリアーノ・モレーノ学校とマリアーノ・アコスタ学校は高い教育水準で知られた。1950年代、ラバージェ通りとマデラーノ通りの角にアルゼンチン国立工科大学のブエノスアイレスキャンパスが建設された。1980年代、ブエノスアイレス大学人文学部は学生数の増加に対応するためにプアン通りに移転した。
ガスコン通りのイタリアーノ病院はブエノスアイレス市有数の私立病院のひとつであり、ムニス通りには市立歯科医院がある。レシーカ通りとメドラーノ通りの角には点字図書館がある。

## 交通

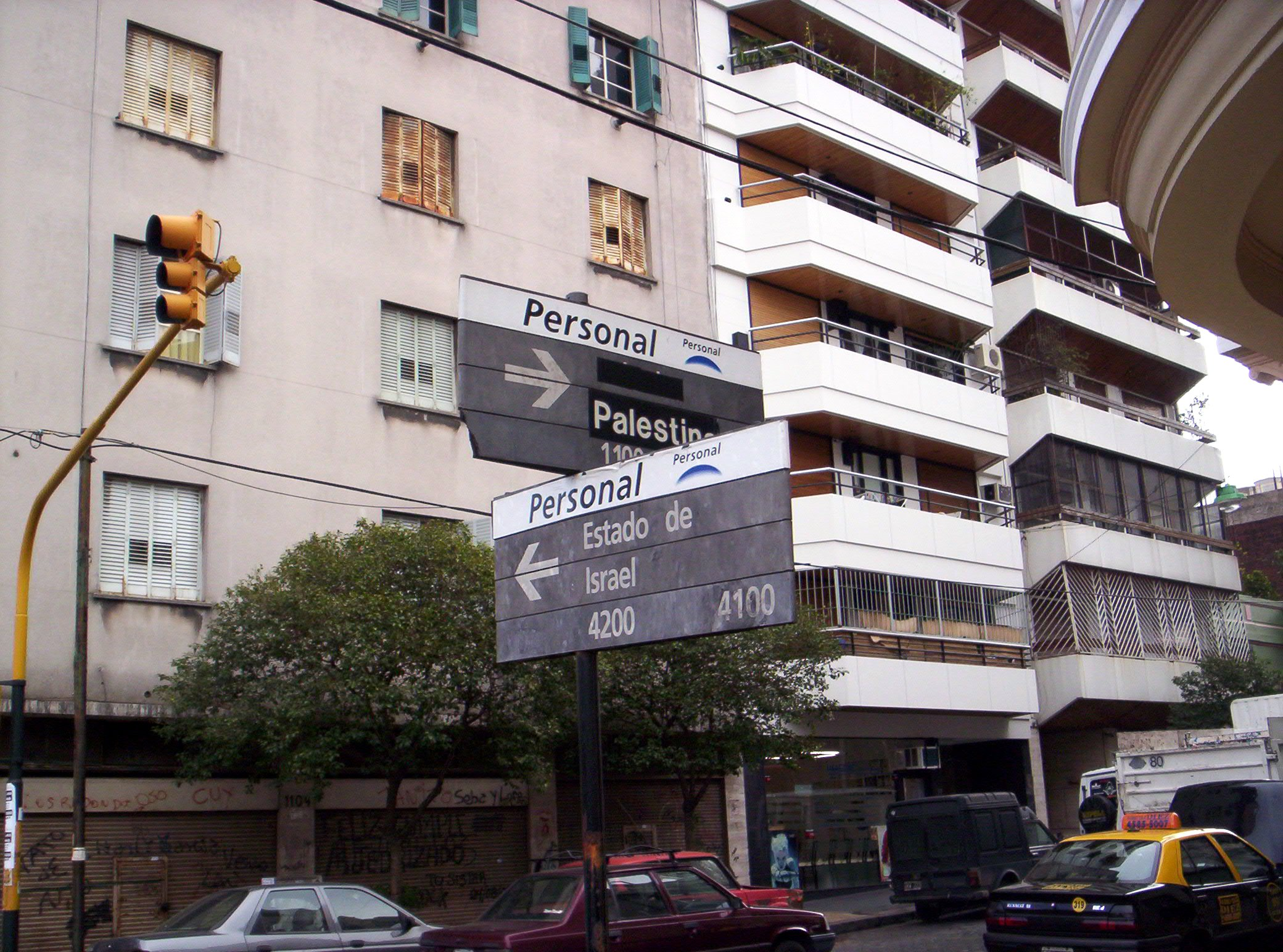
イスラエル通りとパレスティーネ通りが交わるアルマグロ交差点

西行きの通りにはインデペンデンシア通り、リバダビア通り、コルドバ/エスタード・デ・イスラエル通りがある。東行きの通りにはコリエンテス通り、ディアス・ベレス通り、ベルグラーノ通りがある。南北方向には主要な通りが存在せず、マデラーノ通り、サルゲーロ通り、ボエド通りには交通渋滞が発生する。主要なバス路線は19番、128番、160番、168番である。
ブエノスアイレス地下鉄のA線はリバダビア通りに沿って、B線はコリエンテス通りに沿って走っており、アルマグロ地区からはこの2路線にアクセスすることができる。近郊鉄道のサルミエント線はアルマグロ地区を東西方向に横断するが、地区内に駅はない。

## 文化
1884年にはカフェ「ラス・ビオレタス」が開店し、集会所として有名になった。1998年に閉店したが2001年に再開店し、黄金期の魅力を維持している。

### 音楽
アルマグロ地区には多種多様なジャンルの音楽に関する場所があるが、タンゴの拠点として知られている。作曲家でありバンドリーダーだったオスバルド・プグリエーセは晩年の数年間をアルマグロ地区で暮らし、グアルディア・ビエハ通りの「カーサ・デル・タンゴ」（タンゴの家）設立を見届けた。アルマグロに暮らした著名人にはボクサーのルイス・アンヘル・フィルポ、詩人のアルフォンシーナ・ストルニ、医師や政治家のフアン・B・フストなどがいる。

### 公園
サルミエント通りのプラーサ・アルマグロ公園は人気のある遊び場であり、毎週日曜日にブックフェアが開催される。西側に隣接するカバジート地区との地区境界線を少し超えた場所にあるセンテナリオ公園では、毎週日曜日に工芸品や骨董品のフェアが開催され、コンサート会場として使用されることもある。9月28日はアルマグロ地区の日であり、地区の主要地点間で祝典が開催される。

### スポーツ
アルゼンチンのビッグ5に数えられるサッカークラブ、CAサン・ロレンソ・デ・アルマグロの発祥の地であり、サン・ロレンソはやがて隣接するボエド地区に移転した。メドラーノ通りには同じくサッカークラブのクルブ・アルマグロが本部を構える。アルマグロ地区にはアルゼンチンボクシング連盟の本部があり、カストロ・バロス通りにあるアルゼンチンボクシング連盟ホールでは多くの重要な試合が行なわれた。